# امارا بايبي
امارا بايبي (23 فبراير 1989 في فرنسا - ) (بالفرنسية: Amara Baby)‏ هو لاعب كرة قدم فرنسي في مركز الظهير. شارك مع منتخب السنغال لكرة القدم. أما مع النوادي، فقد لعب مع ستاد لافال ونادي أوكسير ونادي رويال شارلروا ونادي شاتورو ونادي لومان.

## روابط خارجية
- امارا بايبي على موقع رابطة كرة القدم الفرنسية للمحترفين (الإنجليزية)
- امارا بايبي على موقع قاعدة بيانات كرة القدم.إي يو (الإنجليزية)
- امارا بايبي على موقع ناشيونال فوتبول تيمز (الإنجليزية)
- امارا بايبي على موقع Soccerway.com (الإنجليزية)
- امارا بايبي على موقع عالم كرة القدم.نت (الإنجليزية)
- امارا بايبي على موقع GSA (الإنجليزية)